# Bondues
Bondues est une commune française située dans le département du Nord, en région Hauts-de-France. Elle fait partie de la Métropole européenne de Lille.

## Géographie

### Localisation
Bondues est située à 8 km au nord de la ville de Lille, en Flandre romane. La frontière franco-belge est située à 8 km et les villes d'Ypres et de Courtrai sont proches.
La commune se trouve dans l'aire d'attraction de Lille (partie française) et dans son unité urbaine, dans la zone d'emploi de Roubaix-Tourcoing et dans le bassin de vie de Lille.

### Communes limitrophes
Les communes limitrophes sont  Linselles, Marcq-en-Barœul, Marquette-lez-Lille, Mouvaux, Roncq, Tourcoing et Wambrechies.
| Linselles           | Roncq           |                   |
| Wambrechies         | Bondues         | Tourcoing Mouvaux |
| Marquette-lez-Lille | Marcq-en-Barœul |                   |

### Géologie et relief
L'altitude de la commune de Bondues est comprise entre 18 et 53 m, sa mairie se situant à 35 m d'altitude environ.

### Hydrographie

#### Réseau hydrographique

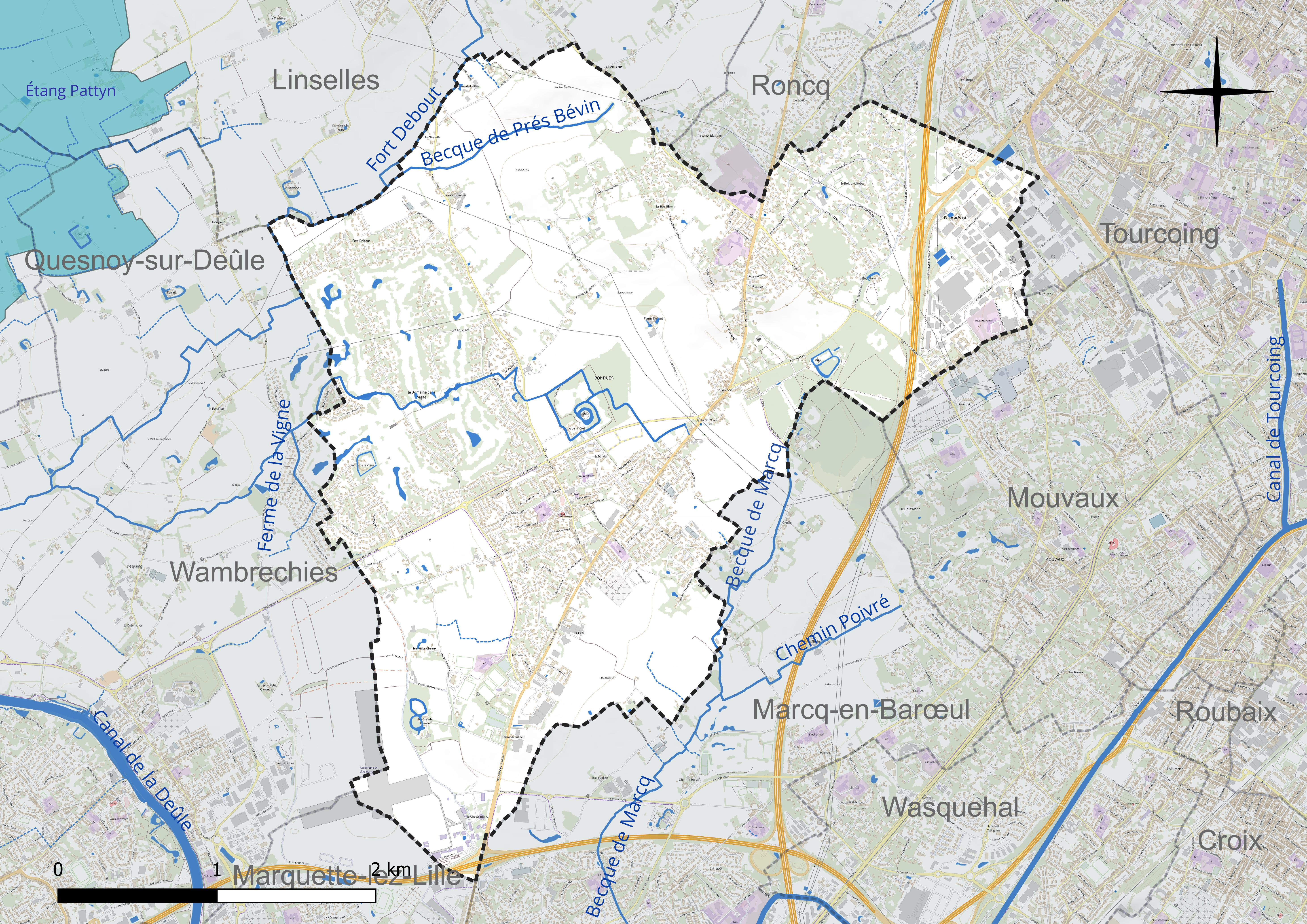
Réseau hydrographique de Bondues.

La commune est située dans le bassin Artois-Picardie.
Elle est drainée par la Becque de Waziers, la Becque de marcq, la Becque de prés bévin et un autre petit cours d'eau,.

#### Gestion et qualité des eaux
Le territoire communal est couvert par le schéma d'aménagement et de gestion des eaux (SAGE) « Marque Deûle ». Ce document de planification concerne un territoire de 1 120 km2 de superficie, délimité par les bassins versants de la Marque et de la Deûle, formant une vaste cuvette sédimentaire de 40 km de long et de 25 km de large, où la pente est très faible. Le périmètre a été arrêté le 2 décembre 2005 et le SAGE proprement dit a été approuvé le 9 mars 2020. La structure porteuse de l'élaboration et de la mise en œuvre est la Métropole européenne de Lille.
La qualité des cours d'eau peut être consultée sur un site dédié géré par les agences de l'eau et l'Agence française pour la biodiversité.

### Climat
Pour des articles plus généraux, voir Climat des Hauts-de-France et Climat du Nord.
En 2010, le climat de la commune est de type climat océanique dégradé des plaines du Centre et du Nord, selon une étude du CNRS s'appuyant sur une série de données couvrant la période 1971-2000. En 2020, Météo-France publie une typologie des climats de la France métropolitaine dans laquelle la commune est exposée à un climat océanique et est dans la région climatique Nord-est du bassin Parisien, caractérisée par un ensoleillement médiocre, une pluviométrie moyenne régulièrement répartie au cours de l'année et un hiver froid (3 °C).
Pour la période 1971-2000, la température annuelle moyenne est de 10,7 °C, avec une amplitude thermique annuelle de 14,1 °C. Le cumul annuel moyen de précipitations est de 695 mm, avec 11,5 jours de précipitations en janvier et 9 jours en juillet. Pour la période 1991-2020, la température moyenne annuelle observée sur la station météorologique la plus proche, située sur la commune de Lesquin à 12 km à vol d'oiseau, est de 11,3 °C et le cumul annuel moyen de précipitations est de 740,0 mm,. Pour l'avenir, les paramètres climatiques de la commune estimés pour 2050 selon différents scénarios d'émission de gaz à effet de serre sont consultables sur un site dédié publié par Météo-France en novembre 2022.

## Urbanisme

### Typologie
Au 1er janvier 2024, Bondues est catégorisée ceinture urbaine, selon la nouvelle grille communale de densité à sept niveaux définie par l'Insee en 2022.
Elle appartient à l'unité urbaine de Lille (partie française), une agglomération internationale regroupant 60  communes, dont elle est une commune de la banlieue,,. Par ailleurs la commune fait partie de l'aire d'attraction de Lille (partie française), dont elle est une commune de la couronne,. Cette aire, qui regroupe 201 communes, est catégorisée dans les aires de 700 000 habitants ou plus (hors Paris),.

### Occupation des sols

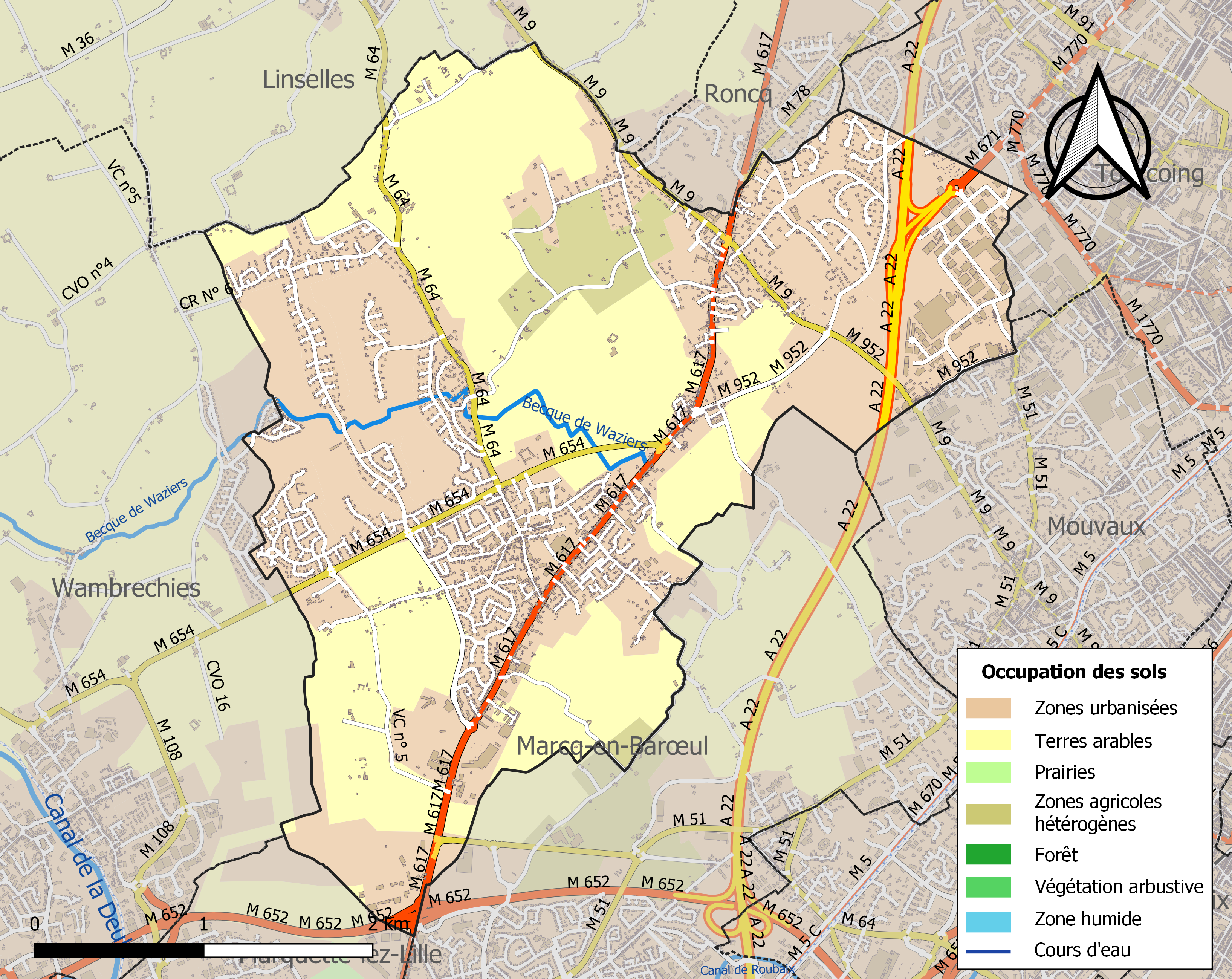
Carte des infrastructures et de l'occupation des sols de la commune en 2018 (CLC).

L'occupation des sols de la commune, telle qu'elle ressort de la base de données européenne d'occupation biophysique des sols Corine Land Cover (CLC), est marquée par l'importance des territoires artificialisés (58,5 % en 2018), en augmentation par rapport à 1990 (43,8 %). 
La répartition détaillée en 2018 est la suivante :  zones urbanisées (37,6 %), terres arables (37,4 %), espaces verts artificialisés, non agricoles (14,7 %), zones industrielles ou commerciales et réseaux de communication (6,2 %), zones agricoles hétérogènes (4,2 %).
L'évolution de l'occupation des sols de la commune et de ses infrastructures peut être observée sur les différentes représentations cartographiques du territoire : la carte de Cassini (XVIIIe siècle), la carte d'état-major (1820-1866) et les cartes ou photos aériennes de l'IGN pour la période actuelle (1950 à aujourd'hui).

### Habitat et logement
En 2021, le nombre total de logements dans la commune était de 4 116, alors qu'il était de 3 951 en 2016 et de 3 722 en 2011.
Parmi ces logements, 95,9 % étaient des résidences principales, 0,7 % des résidences secondaires et 3,4 % des logements vacants. Ces logements étaient pour 84,2 % d'entre eux des maisons individuelles et pour 15,8 % des appartements.
Le tableau ci-dessous présente la typologie des logements à Bondues en 2021 en comparaison avec celle du Nord et de la France entière. Une caractéristique marquante du parc de logements est ainsi la faible proportion des résidences secondaires et logements occasionnels (0,7 %) par rapport au département (1,8 %) et à la France entière (9,7 %). 
| Typologie                                               | Bondues | Nord | France entière |
| ------------------------------------------------------- | ------- | ---- | -------------- |
| Résidences principales (en %)                           | 95,9    | 90,9 | 82,2           |
| Résidences secondaires et logements occasionnels (en %) | 0,7     | 1,8  | 9,7            |
| Logements vacants (en %)                                | 3,4     | 7,4  | 8,1            |

La commune ne respecte pas les obligations qui lui sont faites par l'article 55 de la loi SRU de disposer d'au moins 25 % de son parc de résidences principales constituées de logements sociaux

### Voies de communication et transports
La commune est desservie, en 2023, par la Liane 91, les lignes 33, 86, 89, 902, 903, 904 et 978, et par la ligne de transport à la demande 24R du réseau Ilévia.

## Toponymie
Noms anciens : Bundues, 1130, cartulaire de Notre-Dame de Bourbourg. Fondues, charte du Tournoi d'Anchin, 1096 (Miraeus). Bondiues, cartulaire de l'abbaye de Loos, 1163. Bonduy, Bondue, documents divers.
Bonduwe en flamand.

## Histoire

### Antiquité
Les vestiges de poteries domestiques et de tuiles romaines retrouvées à Bondues attestent de ses origines gallo-romaines[réf. nécessaire].

### Moyen Âge
Au Ve siècle, pour repousser les attaques des peuples francs, on élève à Bondues un fort avec une tour solide et élevée, appelé Fort du Pot-de-Fer. Il se maintient pendant sept cents ans. Un cabaret du Pot-de-Fer, érigé sur ses ruines, est aujourd'hui disparu. Au XIIe et au XIIIe siècle, Bondues nous est connu par ses fabriques de draps et d'estamets.
La région est éprouvée lors de la guerre de Flandre, notamment lors des campagnes de Philippe IV le Bel qui campe à plusieurs reprises dans la région et livre bataille aux Flamands sur la châtellenie de Lille. Les opérations militaires touchent directement la région et en 1315, le roi de France Louis X campe avec son armée à proximité de la ville. Menacée par la famine et bloquée par la Lys en crue, son armée bat finalement en retraite. La ville est par la suite durement touchée par la politique de rétention de grains envers les marchés flamands, exercée par Louis X afin d'étouffer économiquement la région insoumise.
Quelques épisodes ont marqué la vie de Bondues et l'un des plus célèbres concerne celui de « l'Ost boueux », qui voit en cette nuit du 11 septembre 1315, le roi de France Louis X, dit le Hutin, se décider à quitter son campement qu'il occupe sur le mont de Bondues, du côté des Ravennes, et de fuir ces Flamands qui le harcèlent depuis 15 jours.
Dès cette période de l'histoire, Bondues est le siège d'une seigneurie symbolisée par un château.
Quatre maisons de noble origine ont possédé le château de Bondues :
1° La famille dite de Bondues, attestée en 1096 jusqu'en 1415 ;
2° La famille de Hames, depuis 1415 jusqu'à la seconde partie du XVIe siècle (Robert de Hames trouve la mort à la bataille d'Azincourt en 1415) ;
3° La famille Bournonville, depuis cette dernière époque jusqu'en 1719 ;
4° La famille Dubosquiel, depuis 1719 jusqu'à nos jours.
À côté du fief principal, la seigneurie de Bondues, il existait d'autres fiefs faisant l'objet d'autres seigneuries, par exemple la seigneurie du Vert-Bois, à l'origine du château du Vert-Bois

### Temps modernes
Comme partout ailleurs, dans la partie nord de la châtellenie de Lille, 1566 est l'année de la révolte des Gueux et de la furie iconoclaste. Un prêche se tient à la cense du vert-bois le 25 mai. Le curé est l'objet de railleries et quolibets. Le 2 juillet, l'église est mise à sac par les Huguenots
François-Joseph-Clément Dubosquiel, écuyer, est seigneur de Bondues vers 1770. Il a épousé Albertine-Henriette Diedeman. Ils ont eu au moins un fils Henri-Joseph Dubosquiel (1742-1824), baptisé à Lille le 3 décembre 1742. Henri-Joseph est écuyer, seigneur d'Elfaut, bourgeois de Lille le 23 juin 1776, et meurt le 20 février 1824, à 82 ans. Il a épousé à Lille le 30 avril 1770, Anna-Félicité Goudeman (1750-1779), fille de Pierre-Romain-Joseph Goudeman, seigneur d'Estevel, bourgeois de Lille, greffier criminel de la gouvernance de Lille, anobli par l'achat d'une charge de conseiller secrétaire du roi, échevin de Lille et de Thérèse-Françoise Le Mesre. Anna-Félicité est baptisée à Lille le 14 juillet 1750, est dame de Forestelle et meurt paroisse Saint-Eustache de Paris le 29 octobre 1779, à 29 ans.
Jean-André de Fourmestraux des Wazières (1612-1677), écuyer, est seigneur du Vert-Bois à Bondues et des Wazières (sur Wambrechies). Il est le fils d'André II de Fourmestraux des Wazières, marchand, seigneur de Beaupré (sur Haubourdin), des Wazières, bourgeois de Lille, échevin, rewart (responsable de la police), mayeur de Lille, anobli en 1623, et de Jeanne Deliot. Jean-André est baptisé à Lille le 24 août 1612, accède à la bourgeoisie de Lille le 9 juillet 1639, est créé chevalier le 23 janvier 1642 par le roi d'Espagne Philippe IV notamment du fait d'avoir participé à deux campagnes militaires avec trois chevaux à ses frais derrière le cardinal infant Ferdinand d'Autriche (1609-1641) frère de Philippe IV. Il obtient le 18 février 1662 la permission de s'appeler des Wazières, nom qui devient ensuite de Wazières. Il meurt à Lille le 14 janvier 1677. Il épouse à Lille le 24 mai 1639 Marie de Kessel, fille de Philippe, chevalier, seigneur de Milleville, et de Madeleine d'Appeltern. Marie de Kessel meurt le 4 août 1694. Le couple est inhumé dans la chapelle des Frères mineurs de Lille. Jean André a fait construire un premier château du Vert-Bois sur Bondues.
Louis-Léonard de Beugny, autre seigneur de Bondues, bénéficie le 12 décembre 1771 d'une sentence reconnaissant son appartenance à la noblesse. Il avait obtenu le 25 avril 1771 des lettres données à Versailles le nommant garde des sceaux honoraire du Conseil d'Artois.
Philippe-Benoit- Dominique de Wazières (1677-1724), seigneur de le Rive (sans doute sur Marquette-lez-lille), succède à son grand-père Jean-André de Fourmestraux des Wazières dans la seigneurie de Vertbois. Fils de Jean-André-François de Wazières, chevalier, seigneur de Beaupré, capitaine de cavalerie espagnole, bourgeois de Lille, échevin, mayeur, rewart de Lille et de Marie-Jeanne-Henriette de Vicq, il est baptisé à Lille le 21 novembre 1677, devient capitaine de dragons au régiment de Poitiers, bourgeois de Lille le 29 avril 1714, député ordinaire de la noblesse des États de Lille, il meurt à Lille le 18 juin 1724. Il épouse à Lille le 2 septembre 1714 Marie-Françoise-Élisabeth de la Fonteyne (1688-1721), fille de Pierre François Gaspard, écuyer, et de Marie Agnès Miroul. Elle est baptisée à Lille le 19 novembre 1688 et meurt à Lille le 2 février 1721.
Parmi les autres fiefs situés sur Bondues, existe celui de la Deseure, détenu au début du XVIIe siècle par Jacques Flameng, seigneur de la Boutillerie, et de la Deseure, de la Phalecque sur Linselles, marié à Marguerite Fremault; leur fille Marguerite, épouse Hippolyte Petitpas II, seigneur sur Lesquin, Verlinghem, etc..
On trouve encore au XVIIe siècle, Mathieu Castelain, seigneur de le Vigne à Bondues. Fils de Jean et de Catherine Moucque, il est bailli et receveur du comté de Croix, et meurt à Lille le 5 juin 1677. Il épouse à Lille le 11 mai 1662 Élisabeth Coolen, fille de Roger et de Catherine Crespel, baptisée à Lille le 13 septembre 1628.

### Époque contemporaine
Terres à blé, les plaines alentour sont morcelées en fiefs qui possèdent leurs censes, leurs manoirs. Certains manoirs seront appelés châteaux, et plus récemment « folies ».
Le fort de Bondues (appelé brièvement fort Lobau) est l'un des douze forts constituant la place fortifiée de Lille  (système Séré de Rivières) construit entre 1878 et 1882 près du point de confluence de la Marque et de la Deûle, sur le bord de la route nationale 17 qui relie Lille à Menin et constituait principale voie de communication du secteur vers la Belgique. Paradoxalement, c'est aux troupes allemandes que le fort de Bondues sert pendant les deux guerres mondiales
En 1907, la dernière diligence lilloise fait encore le trajet Lille-Bondues-Linselles.
D'autres événements furent tragiques, comme celui des 68 résistants fusillés dans une cour du Fort de Bondues et sommairement ensevelis.
Un mémorial depuis 1965, la Cour sacrée et une statue de Dodeigne en 1986 perpétuent leur mémoire, tandis que le musée de la Résistance, inauguré en 1997, témoigne de l'action des résistants.

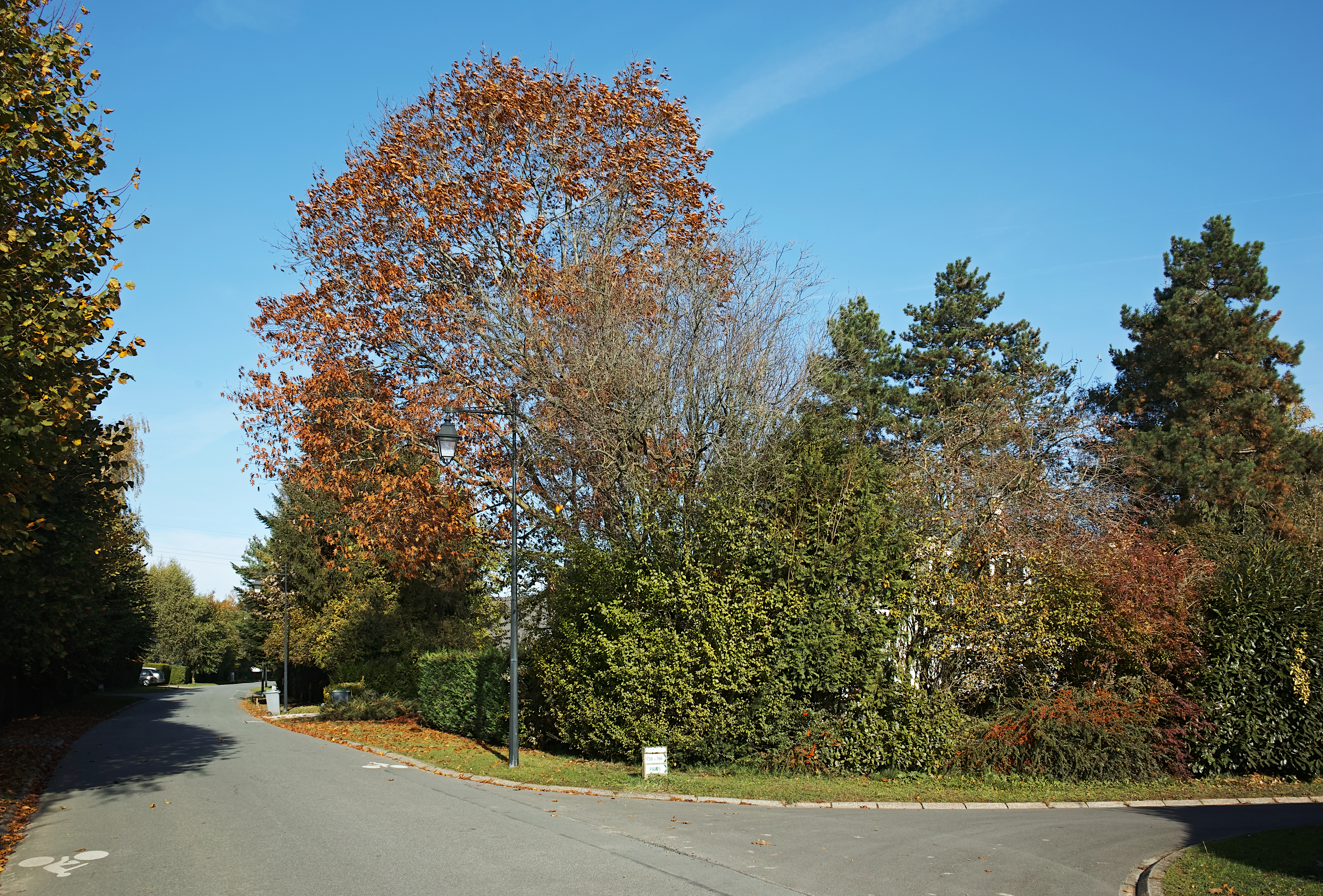
Voie 216 du Domaine de la Vigne

À partir de 1960, le village de Bondues a attiré une nouvelle population qui, fortunée ou à l'aise, quittait les villes de Tourcoing, Roubaix ou Lille pour chercher la verte campagne. Albert Prouvost, grand industriel français y construisit le célèbre « Bois d'Achelles » et le très coté « Domaine de la vigne », prisé par les professions libérales et les grandes familles du Nord ; d'autres quartiers se sont aussi formés par la suite. Des grands patrons français résident dans ces quartiers, en toute discrétion.
Une éolienne est mise en service en 1993, remplacée par une autre éolienne, plus grande, en 2000,.

## Politique et administration

### Rattachements administratifs et électoraux

#### Rattachements administratifs
La commune se trouve dans l'arrondissement de Lille du département du Nord.
Elle faisait partie de 1801 à 1964 du canton de Tourcoing-Sud, année où elle intègre le canton de Marcq-en-Barœul . Dans le cadre du redécoupage cantonal de 2014 en France, cette circonscription administrative territoriale a disparu, et le canton n'est plus qu'une circonscription électorale.

#### Rattachements électoraux
Pour les élections départementales, la commune fait partie depuis 2014 du canton de Lille-2
Pour l'élection des députés, elle fait partie de la neuvième circonscription du Nord.

### Intercommunalité
Bondues est membre de la Métropole européenne de Lille, un établissement public de coopération intercommunale (EPCI) à fiscalité propre créé en 1967 sous le statut de communauté urbaine et transformée en métropole en 2015, et auquel la commune a transféré un certain nombre de ses compétences, dans les conditions déterminées par le code général des collectivités territoriales.

### Tendances politiques et résultats
La ville de Bondues présente une spécificité sur le plan politique : celle d'être la ville la plus à droite du département du Nord. Ainsi, lors du second tour des élections présidentielles de 2012, Nicolas Sarkozy a obtenu 81,21 % des suffrages dans la commune, alors que le département du Nord a voté majoritairement en faveur de François Hollande.
Lors des élections municipales de 2014, la liste UMP menée par le maire sortant Patrick Delebarre est la seule candidate et obtient la totalité des suffrages exprimés, avec 3 362 voix. Elle est donc élue en totalité.
Lors de ce scrutin, 56,27 % des électeurs se sont abstenus et 12,38 % des votants ont choisi un bulletin blanc ou nul
Lors du premier tour des élections municipales de 2020, la liste divers droite (DVD) menée par le maire sortant Patrick Delebarre obtient la majorité absolue des suffrages exprimés, avec 2 045 voix (67,85 %, 28 conseillers municipaux élus dont 1 métropolitain), devançant très largement celles menées respectivement par : 

- Dominique Frete (DVC, 556 voix, 18,44 %, 3 conseillers municipaux élus) ;

- André Hibon (DVD, 413 voix, 13,70 %, 2 conseillers municipaux élus).

Lors de ce scrutin marqué par la pandémie de Covid-19 en France, 63,66 % des électeurs se sont abstenus.

### Liste des maires
| Période        | Période                       | Identité                                             | Étiquette | Qualité |
| -------------- | ----------------------------- | ---------------------------------------------------- | --------- | --- |
| janvier 1790   | novembre 1791                 | Jacques-François Delcourt (1759-1823)                |           | Cabaretier, agriculteur |
| novembre 1791  | mai 1792                      | Théodore-Joseph Lehoucq                              |           | Décédé en fonction |
| mai 1792       | mai 1794                      | Jean Baptiste Decottignies                           |           | |
| mai 1794       | août 1795                     | Séraphin Isbled                                      |           | Cultivateur |
| août 1795      | novembre 1795                 | François Leroux                                      |           | Fermier, laboureur |
| novembre 1795  | mars 1798                     | Gérard Vandebeuque                                   |           | |
| mars 1798      | novembre 1800                 | Frédéric Delcourt                                    |           | |
| novembre 1800  | septembre 1805                | Pierre Joseph Desrousseaux                           |           | Laboureur |
| septembre 1805 | mars 1808                     | Philippe Derain                                      |           | Fermier |
| mars 1808      | avril 1824                    | Colomban Chombart                                    |           | Exploitant agricole |
| avril 1824     | juillet 1854                  | Albert Joseph du Bosquiel (1771-1854)                |           | Écuyer, seigneur d'Elfaut et de Bondues Officier de cavalerie, chef de légion de la Garde nationale Officier de la Légion d'honneur Décédé en fonction                                        |
| octobre 1854   | septembre 1865                | Louis Casimir Lecat-Butin                            |           | Cultivateur |
| septembre 1865 | octobre 1876                  | Louis Lambelin                                       |           | Fermier |
| octobre 1876   | octobre 1881                  | Désiré Dumont                                        |           | |
| octobre 1881   | mai 1925                      | René d'Hespel de Flencques (1840-1926)               |           | |
| mai 1925       | mai 1929                      | Léon Desbonnets                                      |           | Agriculteur |
| mai 1929       | juin 1941                     | Charles Muliez (1877-1956)                           | SFIO      | Cabaretier 2e adjoint au maire de Puteaux (Seine) (1919 → 1925) |
| juin 1941      | décembre 1943                 | Lucien Breine                                        |           | Président de la délégation spéciale Démissionnaire |
| décembre 1943  | janvier 1945                  | Achille Lefebvre                                     |           | Négociant en corderie Nommé maire par la préfecture |
| janvier 1945   | mai 1945                      | Charles Muliez                                       |           | Secrétaire de mairie |
| mai 1945       | juillet 1958                  | Achille Lefebvre                                     |           | Négociant en corderie |
| juillet 1958   | octobre 1988                  | Paul Roussel, (1914-2002, gendre de Léon Desbonnets) | SE        | Agriculteur, syndicaliste agricole Ancien président de la Chambre d'agriculture du Nord Démissionnaire                                                                                        |
| octobre 1988   | octobre 2006                  | Paul Astier                                          | DVD       | Directeur de l'ISEN Lille, docteur en électronique Conseiller régional du Nord-Pas-de-Calais (1992 → 1998 et 2002 → 2004) Vice-président de Lille Métropole Communauté urbaine Démissionnaire |
| octobre 2006   | En cours (au 20 octobre 2022) | Patrick Delebarre                                    | UMP-LR    | Cadre retraité Conseiller communautaire délégué de la MEL (2020 → ) Réélu pour le mandat 2020-2026                                                                                            |

### Jumelages
Au 29 septembre 2023, Bondues est jumelée avec :
- Haywards Heath (Royaume-Uni) depuis 1998 ;
- Wülfrath (Allemagne) depuis 2003 ;
- Buduslău (Roumanie) depuis 2005 ;

## Équipements et services publics

### Enseignement
Bondues relève de l'académie de Lille.
La commune possède plusieurs établissements scolaires[Quand ?] :
- École Maxence-Van-Der-Meersch (maternelle et primaire publiques)
- L'école des Obeaux (maternelle et primaire publiques)[51]
- L'Institution de La Croix Blanche (maternelle, primaire, collège et lycée privés)[52]
- Écoles Sainte-Marie Saint-Joseph (maternelle et primaire privées)[53]

### Santé
La ville de Bondues dispose d'une maison de retraite EHPAD, la résidence Albert-du-Bosquiel.

## Population et société

### Démographie

#### Évolution démographique
L'évolution du nombre d'habitants est connue à travers les recensements de la population effectués dans la commune depuis 1793. Pour les communes de moins de 10 000 habitants, une enquête de recensement portant sur toute la population est réalisée tous les cinq ans, les populations de référence des années intermédiaires étant quant à elles estimées par interpolation ou extrapolation. Pour la commune, le premier recensement exhaustif entrant dans le cadre du nouveau dispositif a été réalisé en 2006.

En 2022, la commune comptait 9 666 habitants, en évolution de −3,78 % par rapport à 2016 (Nord : +0,51 %, France hors Mayotte : +2,11 %).
| 1793  | 1800  | 1806  | 1821  | 1831  | 1836  | 1841  | 1846  | 1851  |
| ----- | ----- | ----- | ----- | ----- | ----- | ----- | ----- | ----- |
| 2 313 | 2 254 | 2 383 | 2 573 | 2 841 | 2 851 | 2 925 | 3 027 | 3 028 |

| 1856  | 1861  | 1866  | 1872  | 1876  | 1881  | 1886  | 1891  | 1896  |
| ----- | ----- | ----- | ----- | ----- | ----- | ----- | ----- | ----- |
| 3 127 | 3 375 | 3 380 | 3 294 | 3 289 | 3 206 | 3 246 | 3 447 | 3 146 |

| 1901  | 1906  | 1911  | 1921  | 1926  | 1931  | 1936  | 1946  | 1954  |
| ----- | ----- | ----- | ----- | ----- | ----- | ----- | ----- | ----- |
| 3 147 | 3 113 | 3 311 | 2 746 | 2 876 | 2 979 | 3 188 | 3 161 | 3 310 |

| 1962  | 1968  | 1975  | 1982  | 1990   | 1999   | 2006   | 2011  | 2016   |
| ----- | ----- | ----- | ----- | ------ | ------ | ------ | ----- | ------ |
| 3 574 | 3 961 | 6 706 | 8 840 | 10 281 | 10 680 | 10 151 | 9 816 | 10 046 |

| 2021  | 2022  | - | - | - | - | - | - | - |
| ----- | ----- | - | - | - | - | - | - | - |
| 9 713 | 9 666 | - | - | - | - | - | - | - |

#### Pyramide des âges
La population de la commune est relativement âgée.
En 2018, le taux de personnes d'un âge inférieur à 30 ans s'élève à 34,0 %, soit en dessous de la moyenne départementale (39,5 %). À l'inverse, le taux de personnes d'âge supérieur à 60 ans est de 28,7 % la même année, alors qu'il est de 22,5 % au niveau départemental.
En 2018, la commune comptait 4 756 hommes pour 5 205 femmes, soit un taux de 52,25 % de femmes, légèrement supérieur au taux départemental (51,77 %).
Les pyramides des âges de la commune et du département s'établissent comme suit.
| Hommes | Classe d’âge | Femmes |
| ------ | ------------ | ------ |
| 0,6    | 90 ou +      | 1,8    |
| 8,4    | 75-89 ans    | 11,0   |
| 17,3   | 60-74 ans    | 18,1   |
| 22,4   | 45-59 ans    | 20,1   |
| 15,8   | 30-44 ans    | 16,6   |
| 16,0   | 15-29 ans    | 14,6   |
| 19,6   | 0-14 ans     | 17,8   |

| Hommes | Classe d’âge | Femmes |
| ------ | ------------ | ------ |
| 0,5    | 90 ou +      | 1,4    |
| 5,3    | 75-89 ans    | 8,1    |
| 14,8   | 60-74 ans    | 16,2   |
| 19,1   | 45-59 ans    | 18,4   |
| 19,5   | 30-44 ans    | 18,7   |
| 20,7   | 15-29 ans    | 19,1   |
| 20,2   | 0-14 ans     | 18     |

### Sports et loisirs
- Clubs de football : Football Club Bondues (FCB) : le FC Bondues est né de la fusion entre le CJ Bondues et l'US Bondues en 2008. Le FC Bondues est le club de football de la ville de Bondues.
- Le golf de Bondues (36 trous + practice) situé dans le domaine de la vigne
- Autre club de tennis : le « Tub » (Tennis unis Bondues)
- Parachutisme : École française de parachutisme Lille Bondues
- Club de judo : USB (Union sportive bonduoise)
- Club de pencak silat: Nord Perguruan Pencak Silat.
- Club de basket-ball : Avenir Bondues Basket Club (ABBC) salle Alain-Poher
- Deux clubs hippiques : le club hippique du Forest et le Cercle Hippique du Bois d'Achelles (CHBA)
- Académie d'Escrime de Bondues
- Une école de tir a l'arc

### Cultes
- Église catholique  Saint-Vaast
- Église évangélique Betsaleel[59], sise au sein du parc d'activités « Ravennes-Les Francs ».

## Économie

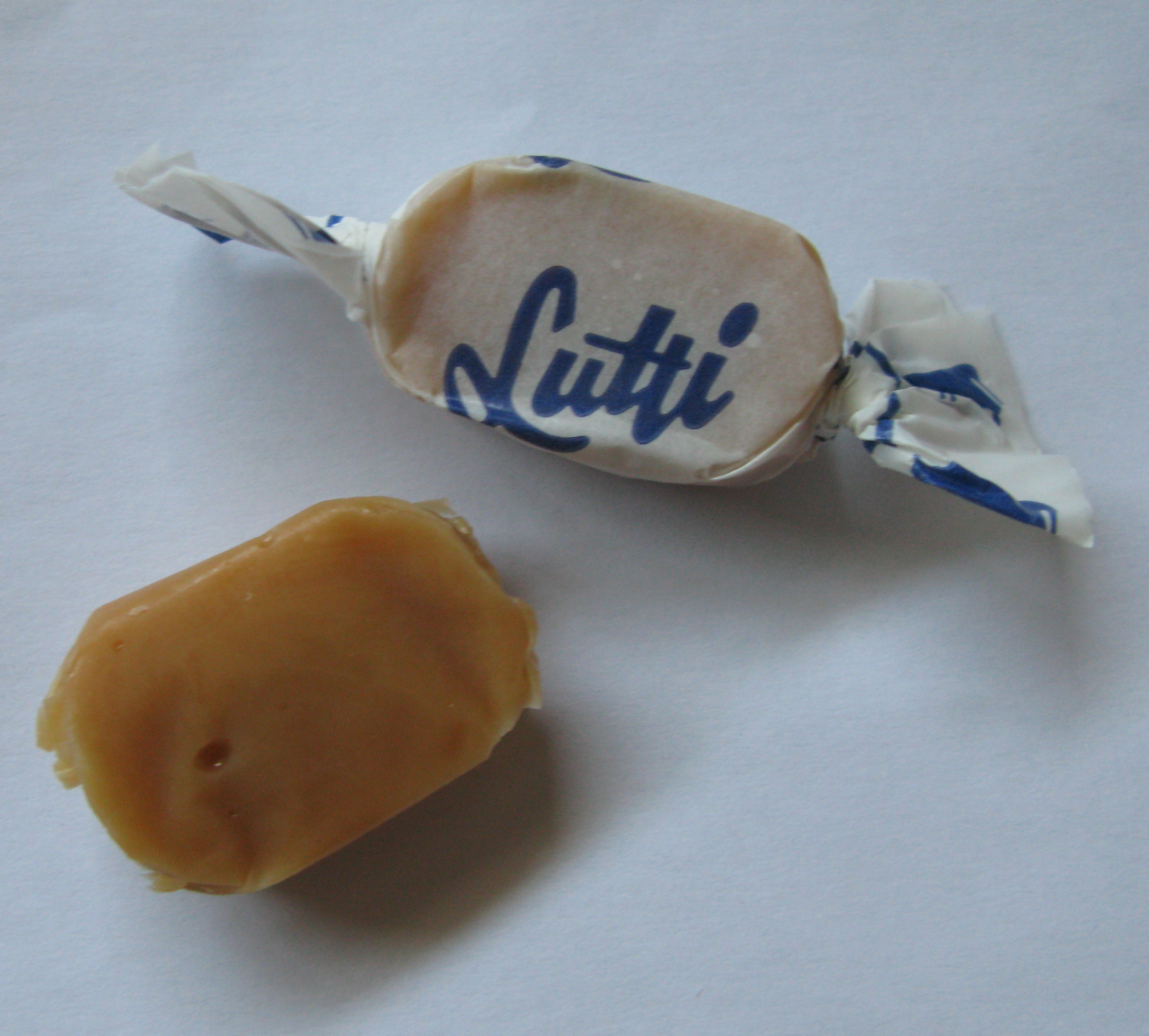
Le siège social et l'usine de Lamy Lutti sont à Bondues.

La commune abrite l'usine de bonbons Lamy Lutti avec 600 salariés et où sont produits depuis 2021 les Carambars et un parc d'activités « Ravennes-Les Francs ».

## Culture locale  et patrimoine

### Lieux et monuments

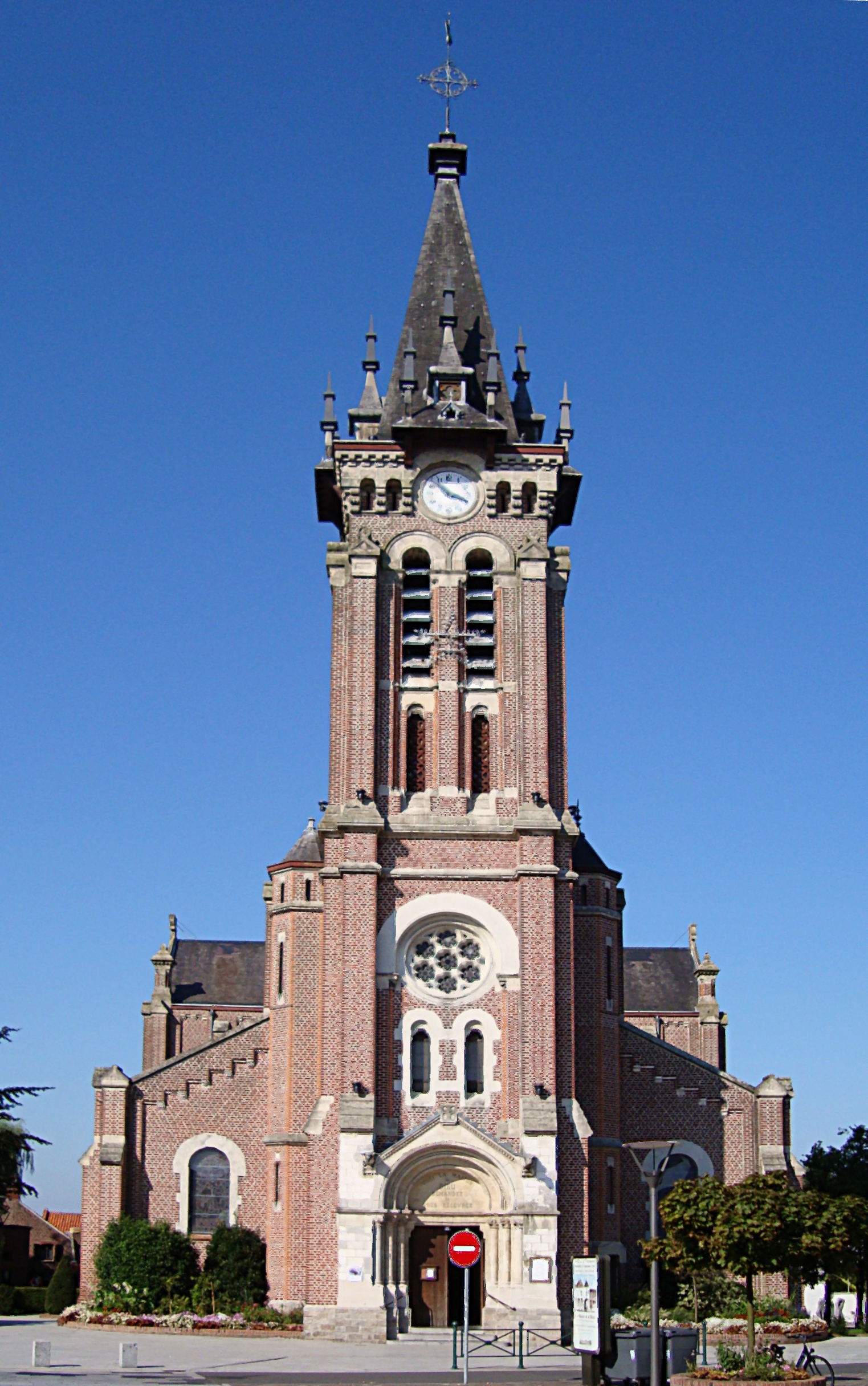
L'église Saint-Vaast

- L'église Saint-Vaast, de style néo-roman, construite en 1893 par l'architecte roubaisien Paul Destombes, qui succédait à une première église dont l'autel, avec le personnat, est donné, en l'année 1171, aux grands vicaires de la cathédrale de Tournai (Jacques Legroux). Elle est détruite en 1579 par les Gueux, et brûlée en 1580 par la garnison de Menin, composée d'Écossais et de Français à la solde des rebelles des Pays-Bas ; reconstruite quelques années après, démolie en 1797, il n'en reste que la chapelle Saint-Vaast, chœur de l'église actuelle).
L'église dispose d'un orgue romantique construit en 2004 par Yves Fossaert  de 3 claviers de 60 notes et un pédalier de 32 notes et 25 jeux qui commandent environ 2000 tuyaux[réf. nécessaire]. Le buffet réalisé au XIXe siècle par  Hedin est dans le style Cavaillé-Coll. Le titulaire est Jérôme Faucheur[Quand ?].

Composition de l'orgue[réf. nécessaire]
| I. Grand-Orgue                                                                                   | II. Positif                                                                                | III. Récit expressif | IV. Pédale                                     |
| ------------------------------------------------------------------------------------------------ | ------------------------------------------------------------------------------------------ | --- | ---------------------------------------------- |
| Bourdon 16' Montre 8' Flûte harmonique 8' Prestant 4' Quinte 2 2/3' Doublette 2' Plein-jeu VIrgs | Bourdon 8' Salicional 8' Flûte 4' Cornet 5r. Trompette harmonique 8' Clairon harmonique 4' | Flûte traversière 8' Viole 8' Voix céleste 8' Flûte traversière 4' Octavin 2' Basson 16' Trompette 8' Basson-Hautbois 8' Trémolo | Flûte 16' Quinte 10 2/3' Flûte 8' Bombarde 16' |

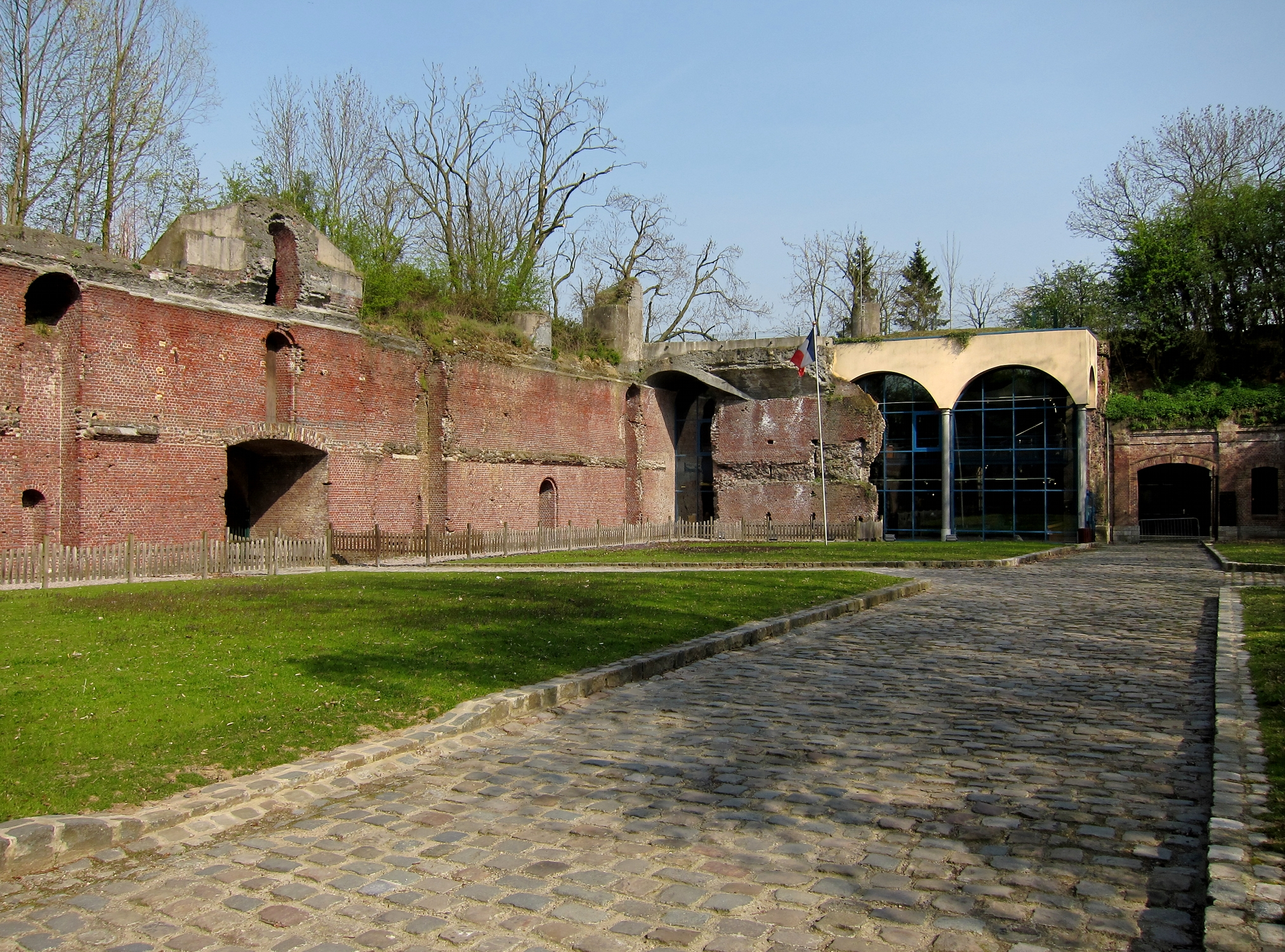
Le musée de la Résistance au fort de Bondues.

- Le fort de Bondues, également appelé Fort Lobau, est construit par le général Séré de Rivières entre 1877-1880. Aujourd'hui, il abrite le musée de la résistance à Bondues.
- Le château du Vert-Bois, inscrit à l'inventaire des monuments historiques depuis 1962[61] ainsi que le parc qui l'entoure[62], construit en 1666 par le chevalier Jean-André de Fourmestraux de Wazières, seigneur du Vertbois, La Rive et Hacquebart, qui avait épousé en 1639 Madeleine de Kessel, fille de Philippe de Kessel constructeur du château de Wattignies en 1640.
 Propriété de la famille Prouvost, il conserve une importante collection de faïences et de mobilier napoléoniens ainsi qu'une collection de minéraux. 
La fondation Anne et Albert Prouvost est installée dans d'anciens corps de ferme du château.

Le château de Vert-Bois
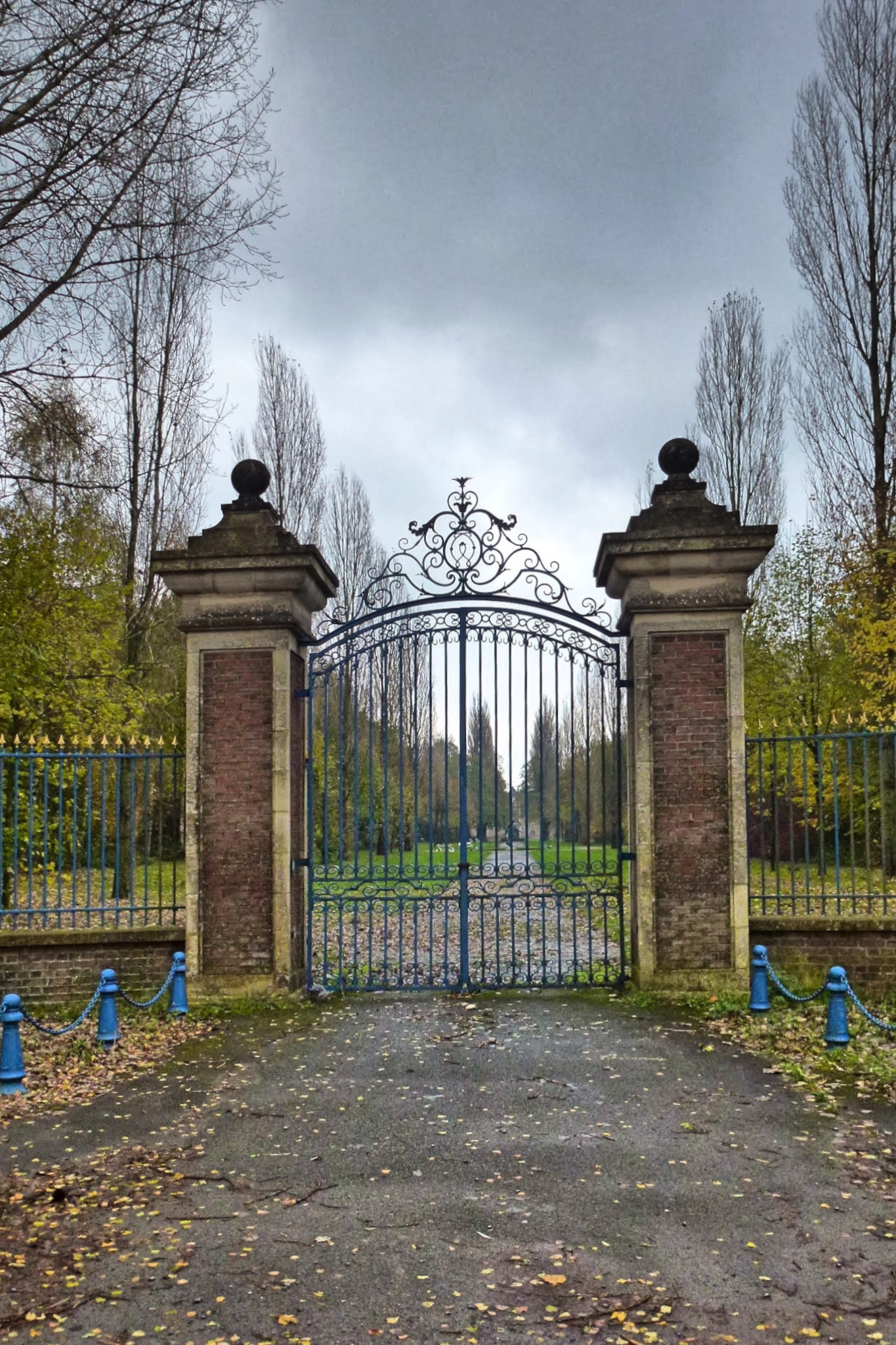
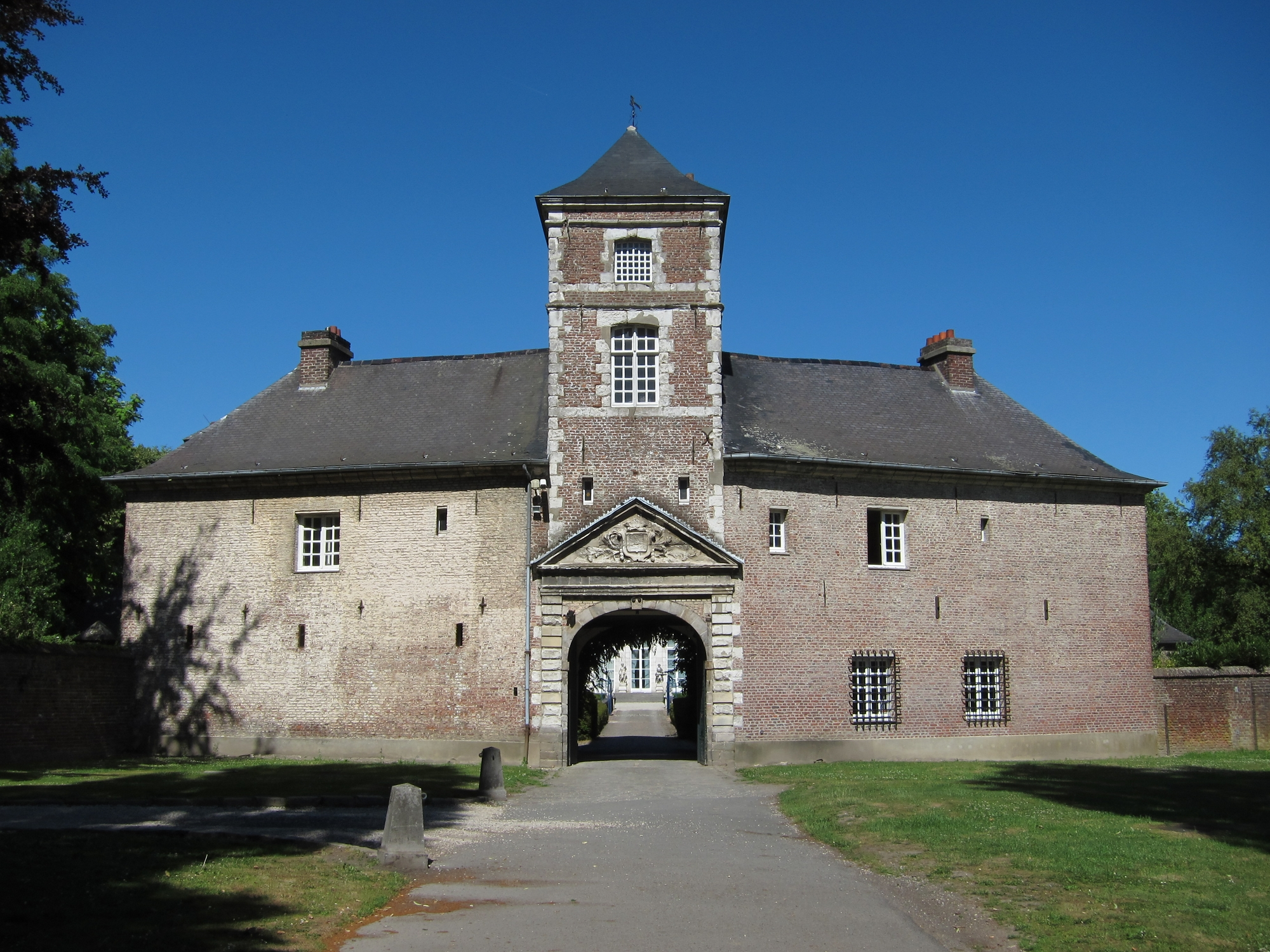
Conciergerie.
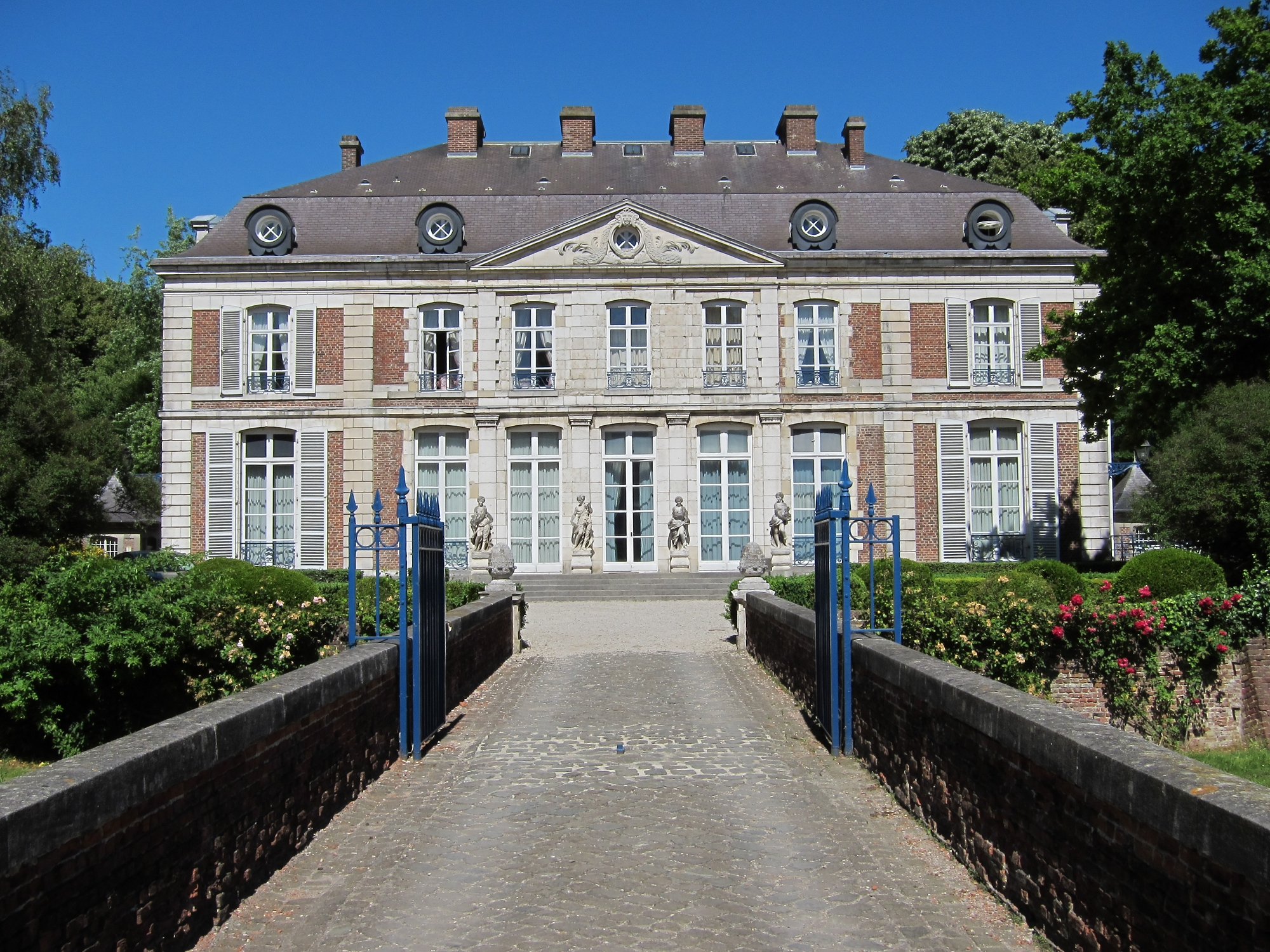
Façade principale.
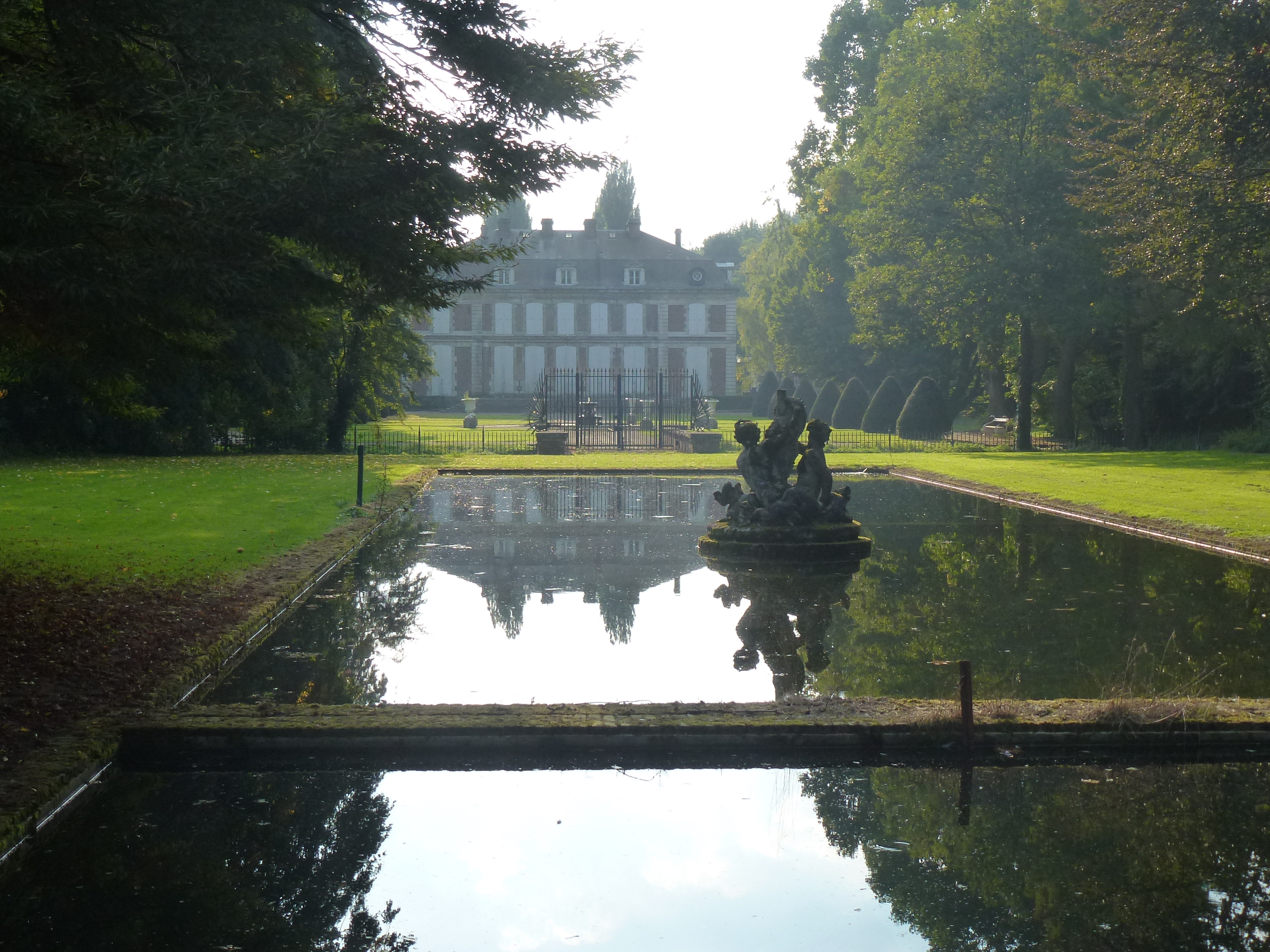
Facette sud.

- La ferme du Brabant.
- Le château de la Vigne et son parc.
- Ancienne Poste: 16 rue de la poste.
- Calvaire et Chapelles 
  - Calvaire du chemin du Christ - situé à l'angle du Chemin du Christ et de la rue René d'Hespel.
  - Chapelle Notre Dame - Située avenue du Général de Gaulle au niveau du Rond-Point du Fort.  Elle contient une statue de Notre-Dame de Lourdes.
  - Chapelle Notre-Dame de Bondues - À l'origine consacrée à Notre-Dame des Affligés par la famille Glorieux qui la fait ériger au début du XIXe siècle.  Elle est restaurée en 1939 par la famille Prouvost qui la rebaptise "Notre-Dame de Bondues".  Elle est située au rond-point de la chapelle au lait battu, son nom populaire car c'est en vendant du lait battu que les Glorieux avaient récolté les fonds pour sa construction.
  - Chapelle Notre-Dame de la Miséricorde.  dite "Chapelle du petit bonnier" car située à proximité de l'allée du Petit Bonnier et de la rue Henri Dunant.
  - Chapelle Notre-Dame des Ravennes - Inaugurée en l'an 2000, elle est située le long du chemin de la Croix Bouillette, au niveau de la rue Jean-Baptiste Lebas.
  - Chapelle Notre-Dame de la Treille - dite « chapelle du vœu ».  Elle est érigée à l'initiative de Marie Renée d'Hespel en 1915.  Elle est située rue René d'Hespel au niveau de la rue de la drève de la ferme de l'Hôtel.
  - Chapelle Saint-Andrew - Située à l'entrée du Golf de Bondues.  Saint Andrew étant le saint patron des Golfeurs.
  - Chapelle Saint-Roch - Située Avenue du Général de Gaulle et encastrée dans une maison, au niveau de la drève du château.
- L'Aérodrome de Lille - Marcq-en-Barœul, un aérodrome de loisirs.

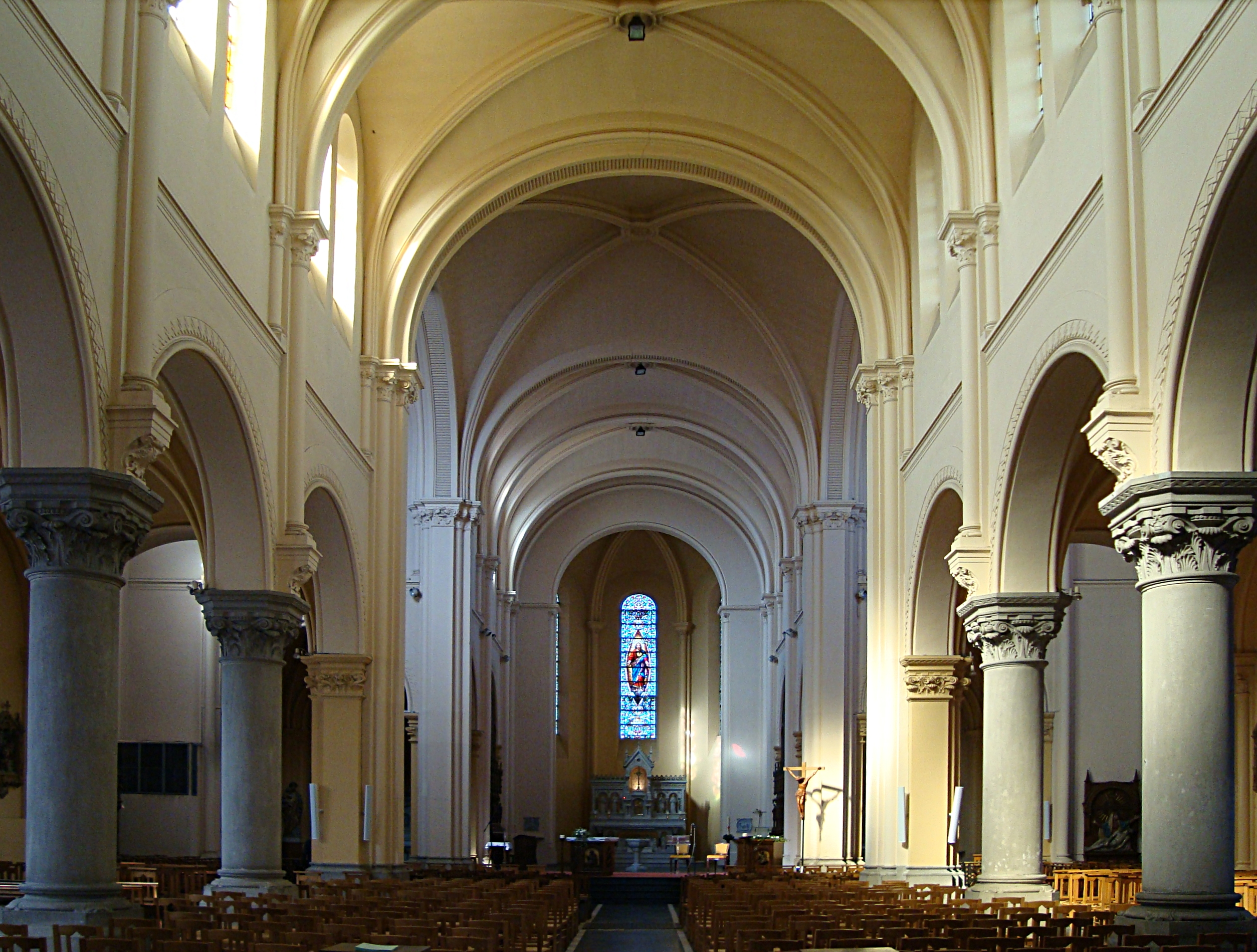
La nef de l'église Saint-Vaast.
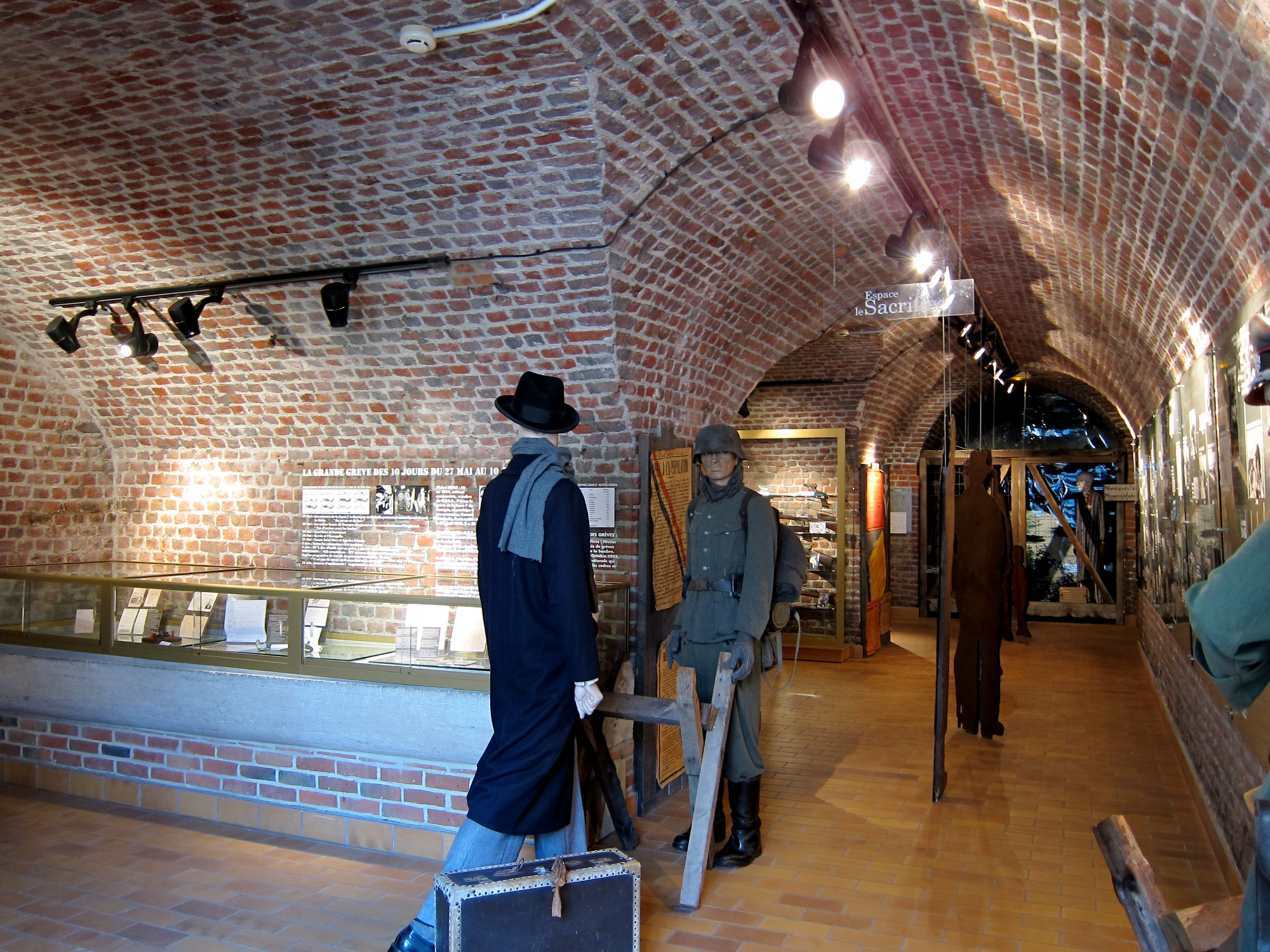
Salles du Musée de la Résistance.
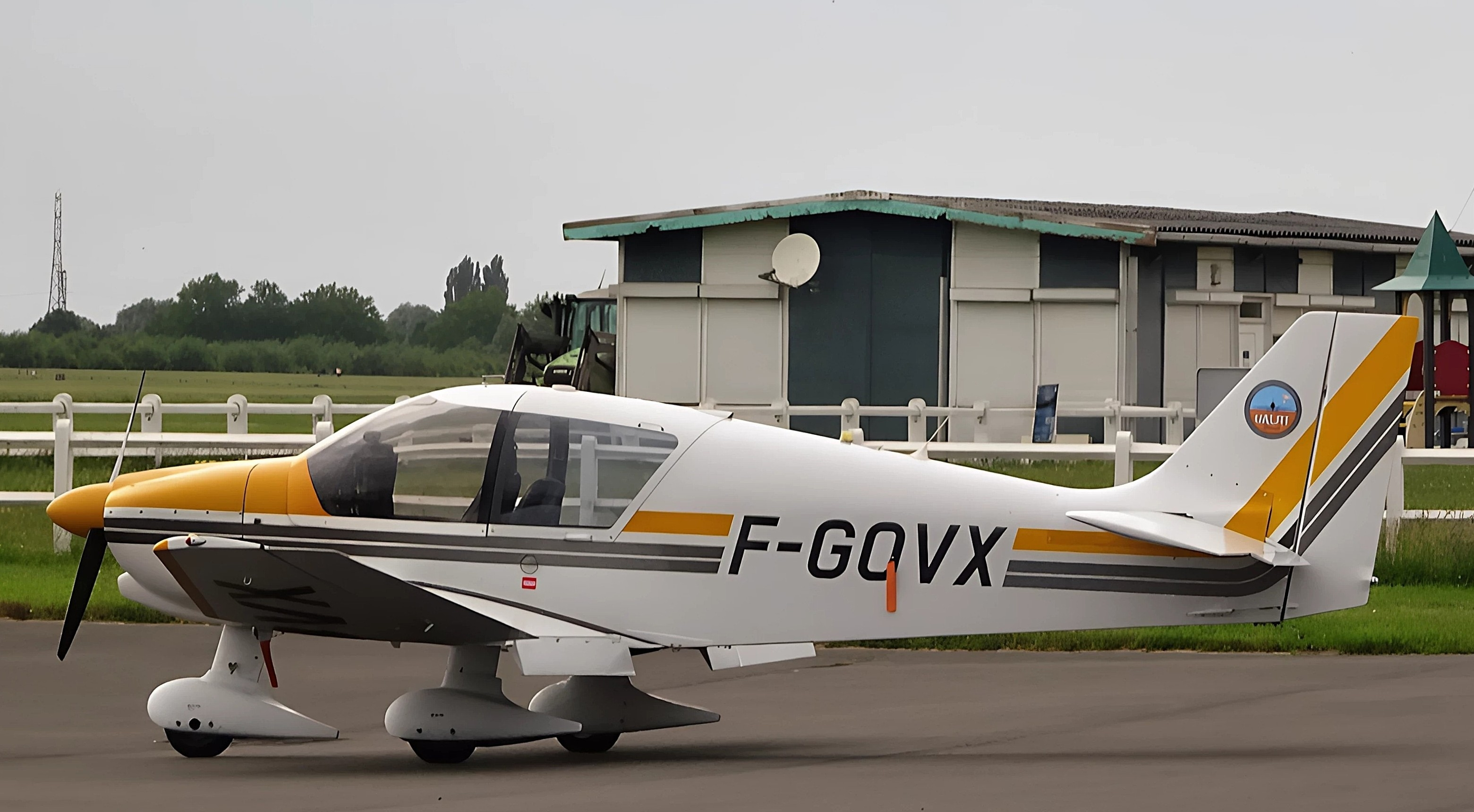
L'aérodrome Lille - Marcq-en-Barœul.
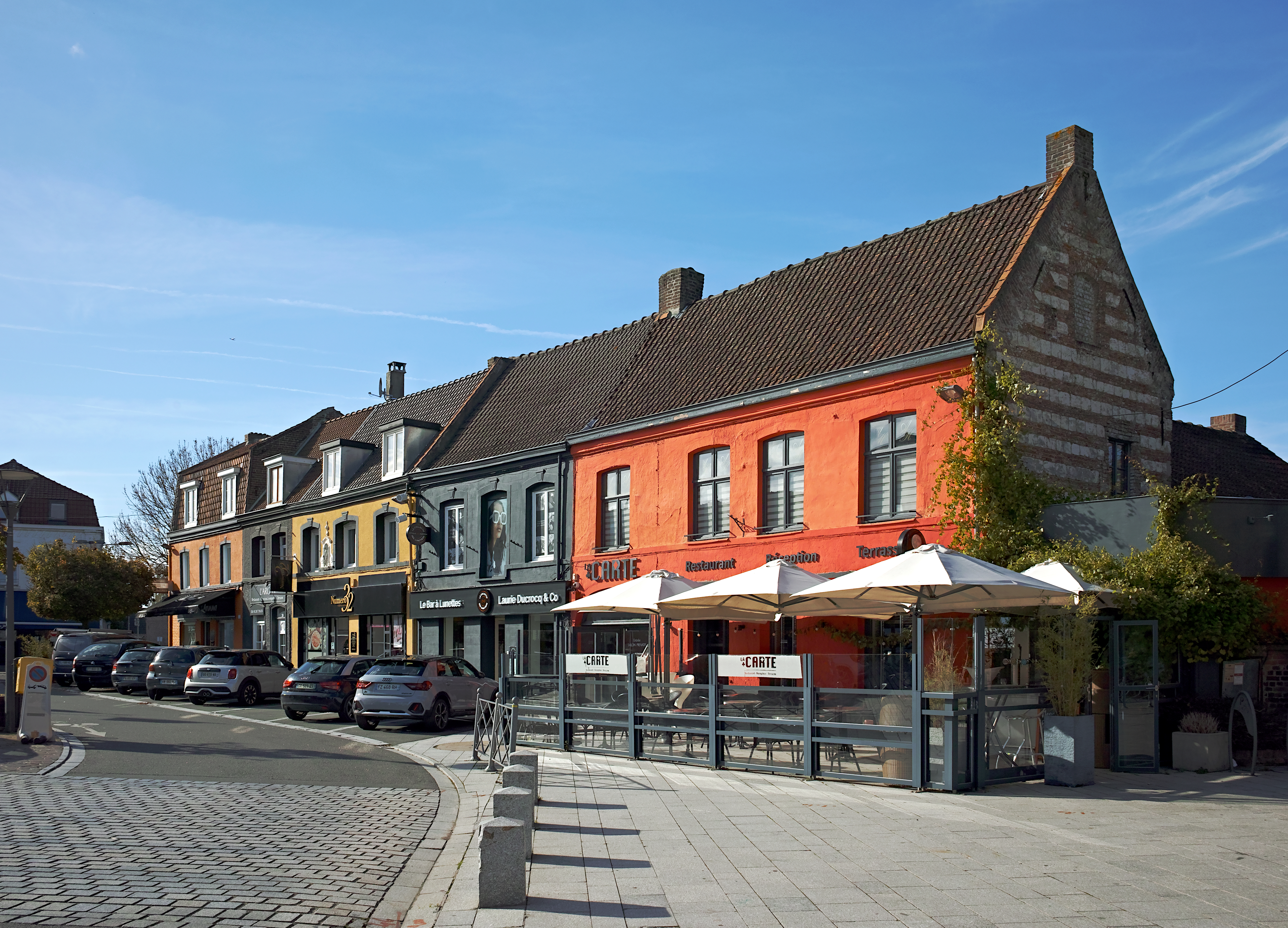
Rang de maisons, 28 à 36 place de l'Abbé Bonpain.
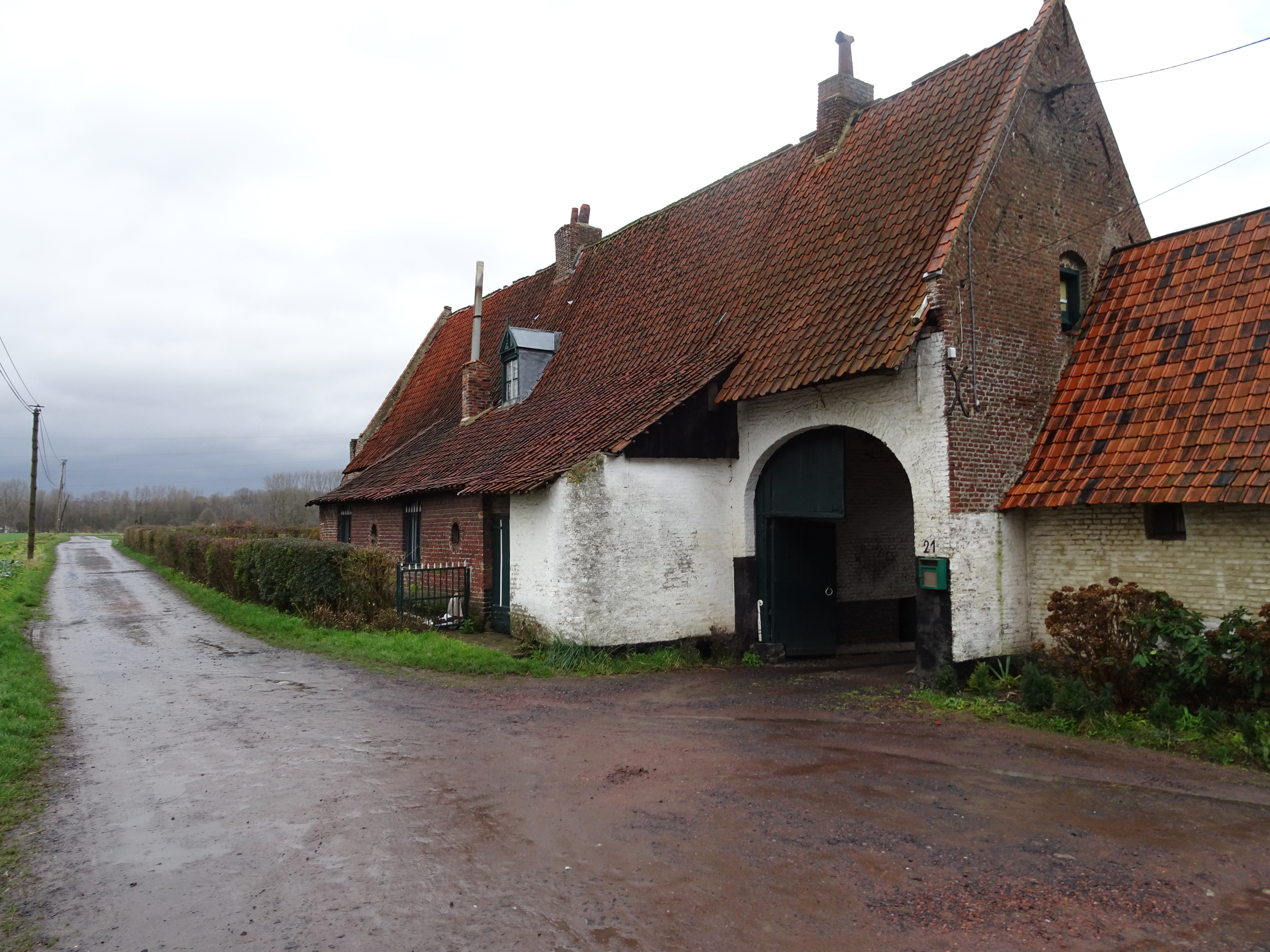
Circuit du Septembrion.
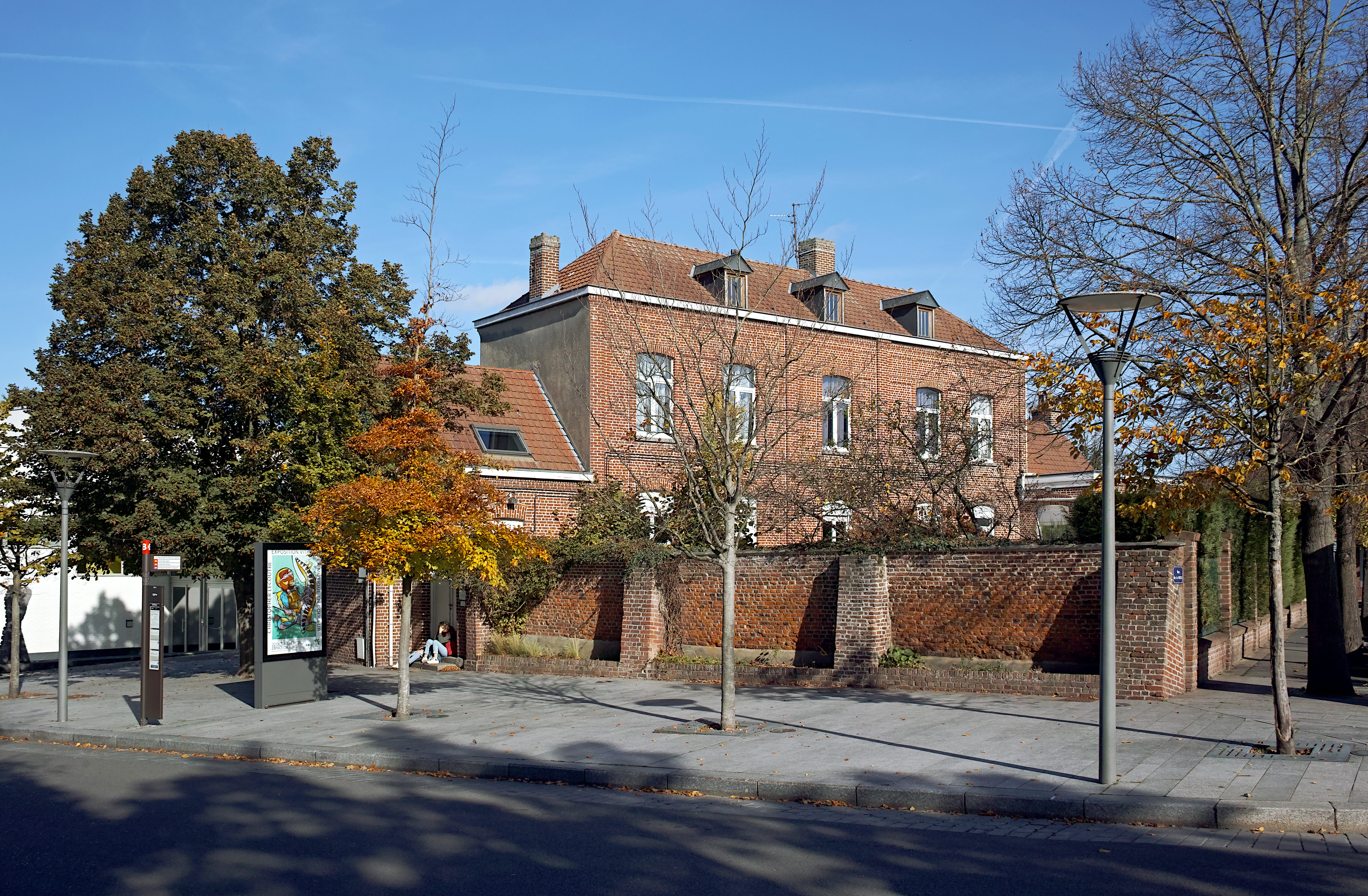
Le presbytère
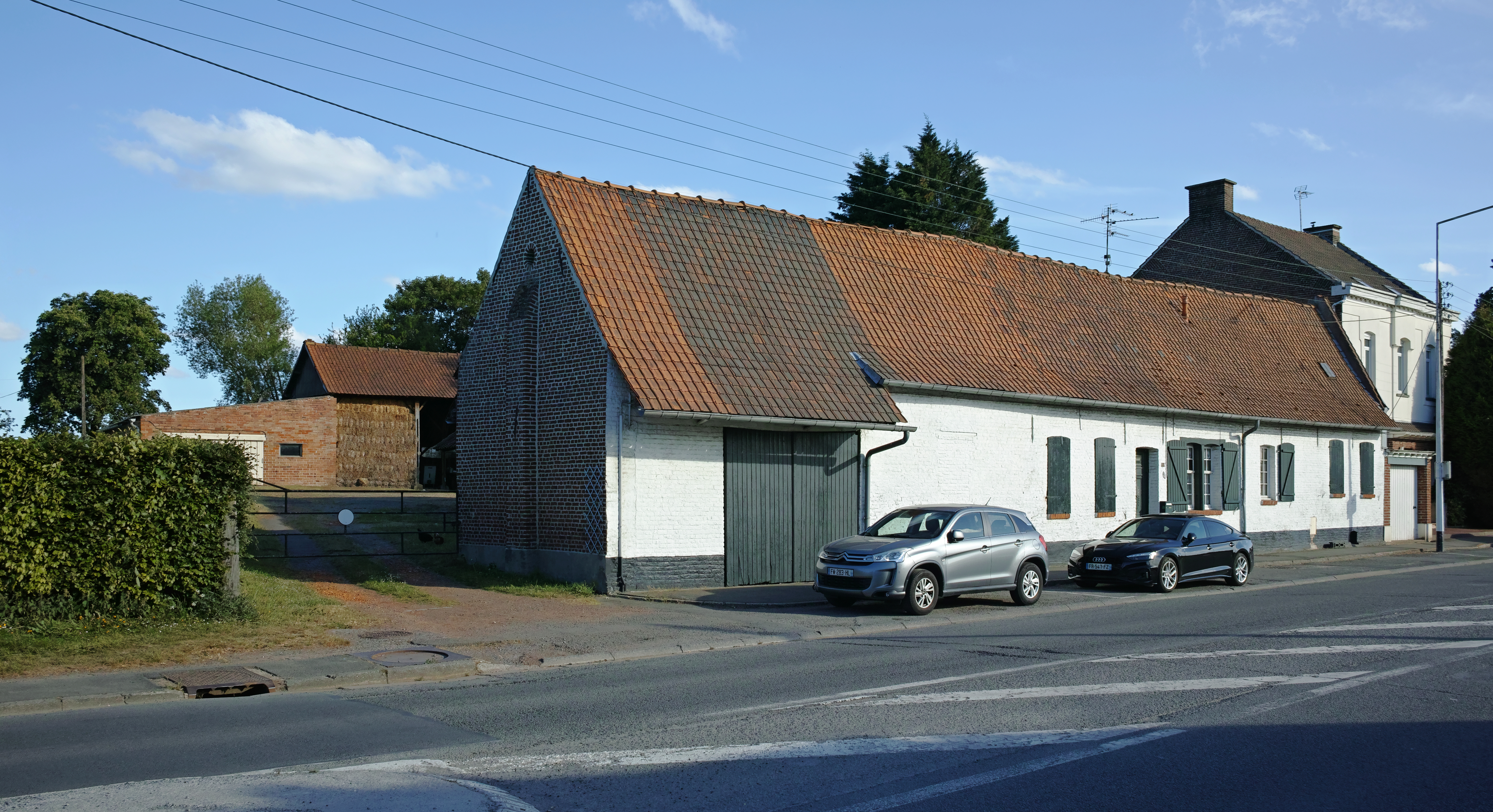
Ferme, 1224 avenue du Général de Gaulle.
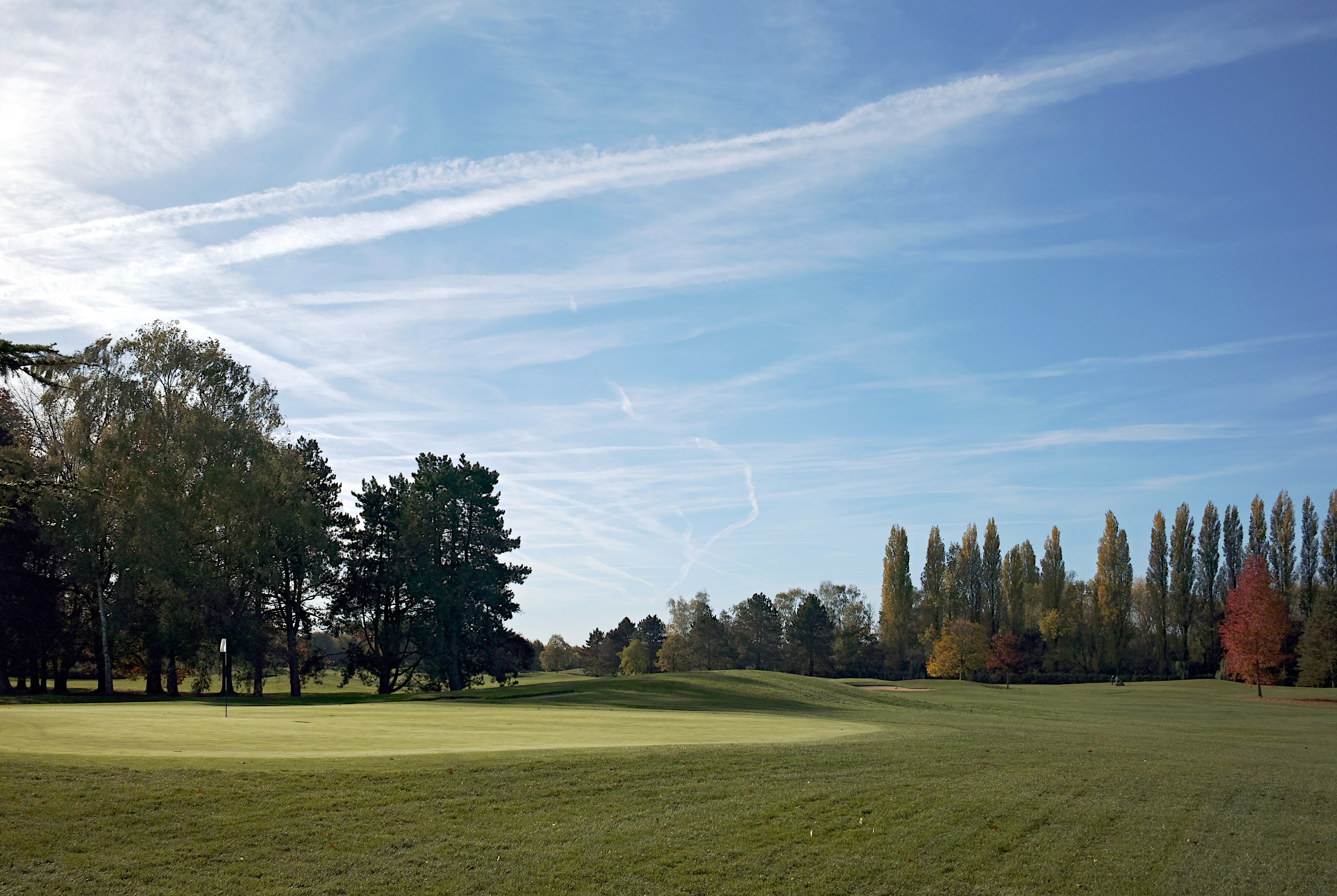
Le golf.

### Personnalités liées à la commune
- Naissance en 1870, de Benjamin Jules Joseph Vandermeersch, père de Maxence Van der Meersch, Prix Goncourt en 1936 avec L'Empreinte du dieu.
- Adolphe Torgue (1914-1943), résistant français, fusillé au fort de Bondues le 24 décembre 1943.
- Gilbert Bostsarron (1903-1944), résistant français, fusillé au fort de Bondues le 20 janvier 1944.
- Eugène Dodeigne (1923-2015), sculpteur français, y a vécu entre 1950 et 2015.
- Michel Watteau (1945-2003), footballeur français, y est décédé.
- Florian Philippot (1981), homme politique français, y a passé son enfance.

### Héraldique
| Blason de Bondues | Blason  | D'or au franc-canton de sable.                   |
| Blason de Bondues | Détails | Le statut officiel du blason reste à déterminer. |

## Pour approfondir